# Prima e dopo (romanzo)
Prima e dopo è un romanzo della scrittrice italiana Alba de Céspedes, pubblicato per la prima volta nel 1955 in Italia da Mondadori.
Ripubblicato nel 2023 dalla casa editrice Cliquot.

## Trama
Irene, una giovane donna in apparenza solida, forte, professionalmente affermata, indipendente, colta, affettivamente appagata, è indotta da un avvenimento banale e casuale – le inaspettate e inspiegabili dimissioni della sua giovanissima cameriera Erminia – a una riflessione sulla propria vita, sul suo passato, sulle sue scelte, sulla sua condizione sociale, sulla sua educazione. La sua crisi coinvolgerà l’intero suo universo, a partire dal suo mondo affettivo e lavorativo: Pietro, suo collega di lavoro e amante, Adriana, la sua amica più cara, le sorelle Marta e Luciana, tra gli altri.

## Tematiche
De Céspedes utilizza qui un espediente narrativo cui era già ricorsa in Quaderno proibito: un avvenimento fortuito e insignificante origina in una donna apparentemente tranquilla e soddisfatta una profonda riflessione sul senso della propria vita; e, come in Quaderno proibito, la narrazione di tale crisi e della progressiva presa di coscienza della protagonista è un pretesto di cui l'autrice si serve per descrivere e analizzare non solo l’umiliante condizione femminile e il conformismo e la pusillanimità della società italiana del tempo ma anche, se non soprattutto, il disagio esistenziale, l’inquietudine e la solitudine dell'individuo posto innanzi alla responsabilità delle proprie scelte, della propria vita; in sostanza, de Céspedes indaga la condizione umana.